# Yoshiyuki Matsuyama
Yoshiyuki Matsuyama (født 31. juli 1966) er en japansk fodboldspiller.

## Japans fodboldlandshold
| Japans landshold | Japans landshold | Japans landshold |
| År               | Kmp              | Mål              |
| ---------------- | ---------------- | ---------------- |
| 1987             | 9                | 4                |
| 1988             | 0                | 0                |
| 1989             | 1                | 0                |
| Total            | 10               | 4                |